# Уфимцево
Уфи́мцево — деревня в Промышленновском районе Кемеровской области. Входит в состав Лебедевского сельского поселения.

## География
Центральная часть населённого пункта расположена на высоте 162 м над уровнем моря.

## Население
| 2010 |
| ---- |
| 789  |

### Половой состав
По данным Всероссийской переписи населения 2010 года, в деревне Уфимцево проживает 789 человек (378 мужчин, 411 женщина).